# Brave Tern
Brave Tern — судно для встановлення вітрових турбін, споруджене для норвезької компанії Fred Olsen Windcarrier. Однотипне з Bold Tern.

## Характеристики судна
Замовлення на судно виконала у 2012 році верф Lamprell Energy (Джебель-Алі, емірат Дубай). За своїм архітектурно-конструктивним типом воно відноситься до самопідіймальних (jack-up) та має чотири опори довжиною по 92 метри (після подовження на 14 метрів під час розпочатої у 2015 році модернізації) з максимальною довжиною під корпусом 71 метр. Це дозволяє оперувати в районах з глибинами від 5,5 до 60 метрів.
Для виконання основних завдань Brave Tern обладнане краном Gusto GLC-800-ED-S, здатним підіймати вантаж у 800 тонн на висоту 102 метри (при вантажі у 640 тонн висота підйому досягає 120 метрів). Його робоча палуба має площу 3200 м2 та розрахована на розміщення до 7600 тонн вантажу з максимальним навантаженням 10 тон/м2. Це дозволяє одночасно приймати на борт 8 комплектів вітрових турбін потужністю 3,6 МВт або 4 комплекти потужністю 8 МВт. При виконанні завдань на спорудження фундаментів судно транспортує одночасно 3-4 комплекти.
Пересування до місця виконання робіт здійснюється самостійно при висоті хвиль до 3,5 метрів із максимальною швидкістю до 12 вузлів, а точність встановлення забезпечується системою динамічного позиціювання DP2.
На борту наявні каюти для 80 осіб. Доставка персоналу та вантажів може здійснюватись з використанням гелікоптерного майданчика судна, який має діаметр 22 метри та розрахований на прийом машин вагою до 12,8 тон (Sikorsky S92/S61N, Super Puma AS 332L2).

## Завдання судна
Першим завданням для судна став монтаж турбін на німецькій північноморській ВЕС BARD 1.  Інвестори останньої спочатку розраховували провести всі роботи за допомогою власної установки Wind Lift I, проте через технічні проблеми були вимушені залучити ще чотири судна, одним з яких було Brave Tern, котре з квітня по липень 2013 року встановило 14 агрегатів.
У 2014-му Brave Tern разом з Bold Tern стали одними з суден, які здійснювали встановлення вітрових агрегатів на ВЕС Глобаль-Тех I (так само німецький сектор Північного моря). Разом вони  змонтували 75 башт та гондол, а також під'єднали 22 комплекти лопатей.
В 2016 році Brave Tern, вже після модернізації, відправили до США для спорудження першої офшорної вітрової електростанції в цій країні. Трансатлантичний перехід виконали по більш протяжному, проте безпечнішому з точки зору погодних умов, маршруту повз Азорські острови та Бермуди. На палубі у спеціальних захисних контейнерах судно транспортувало п'ять гондол вітрових турбін. По прибутті до узбережжя штату Род-Айленд Brave Tern змонтував вітрові агрегати ВЕС Блок-Айленд, завершивши роботу у другій половині серпня.
Починаючи з січня 2017-го судно здійснювало монтаж вітрових турбін на німецькій ВЕС Вікінгер (в Балтійському морі між островами Рюген та Борнгольм).
На 2018 та 2019 роки компанія Fred Olsen Windcarrier уклала контракти щодо монтажу турбін на вітрових електростанціях в німецькому секторі Північного моря — Боркум-Рифгрунд 2 та Hohe See. Роботи виконуватимуть обидва її судна — Brave Tern та Bold Tern.